# Lewisburg (Virginia Occidental)
Lewisburg es una ciudad ubicada en el condado de Greenbrier en el estado estadounidense de Virginia Occidental. En el Censo de 2010 tenía una población de 3830 habitantes y una densidad poblacional de 388,13 personas por km².

## Geografía
Lewisburg se encuentra ubicada en las coordenadas 37°48′34″N 80°25′57″O / 37.80944, -80.43250. Según la Oficina del Censo de los Estados Unidos, Lewisburg tiene una superficie total de 9.87 km², de la cual 9.85 km² corresponden a tierra firme y (0.18%) 0.02 km² es agua.

## Demografía
Según el censo de 2010, había 3830 personas residiendo en Lewisburg. La densidad de población era de 388,13 hab./km². De los 3830 habitantes, Lewisburg estaba compuesto por el 90.55% blancos, el 5.35% eran afroamericanos, el 0.34% eran amerindios, el 1.88% eran asiáticos, el 0.08% eran isleños del Pacífico, el 0.37% eran de otras razas y el 1.44% pertenecían a dos o más razas. Del total de la población el 1.62% eran hispanos o latinos de cualquier raza.